# Ferenczi József (pap)
Ferenczi József (Fót, 1852. április 9. – Nyitra, 1932. június 6.) piarista áldozópap és tanár.

## Életútja
1869. szeptember 8-án lépett a rendbe és 1875. augusztus 26-án miséspappá szentelték. Tanított 1876–77-ben Szentgyörgyön; 1880–85-ben Vácon; 1887-tól Nyitrán tanította a mennyiségtant, hittant és mint rendkivüli tantárgyat a francia nyelvet.
Programértekezése a váci római katolikus gimnázium Értesítőjében (1882. A delejesség dr. Wüllner Adolf szerint).

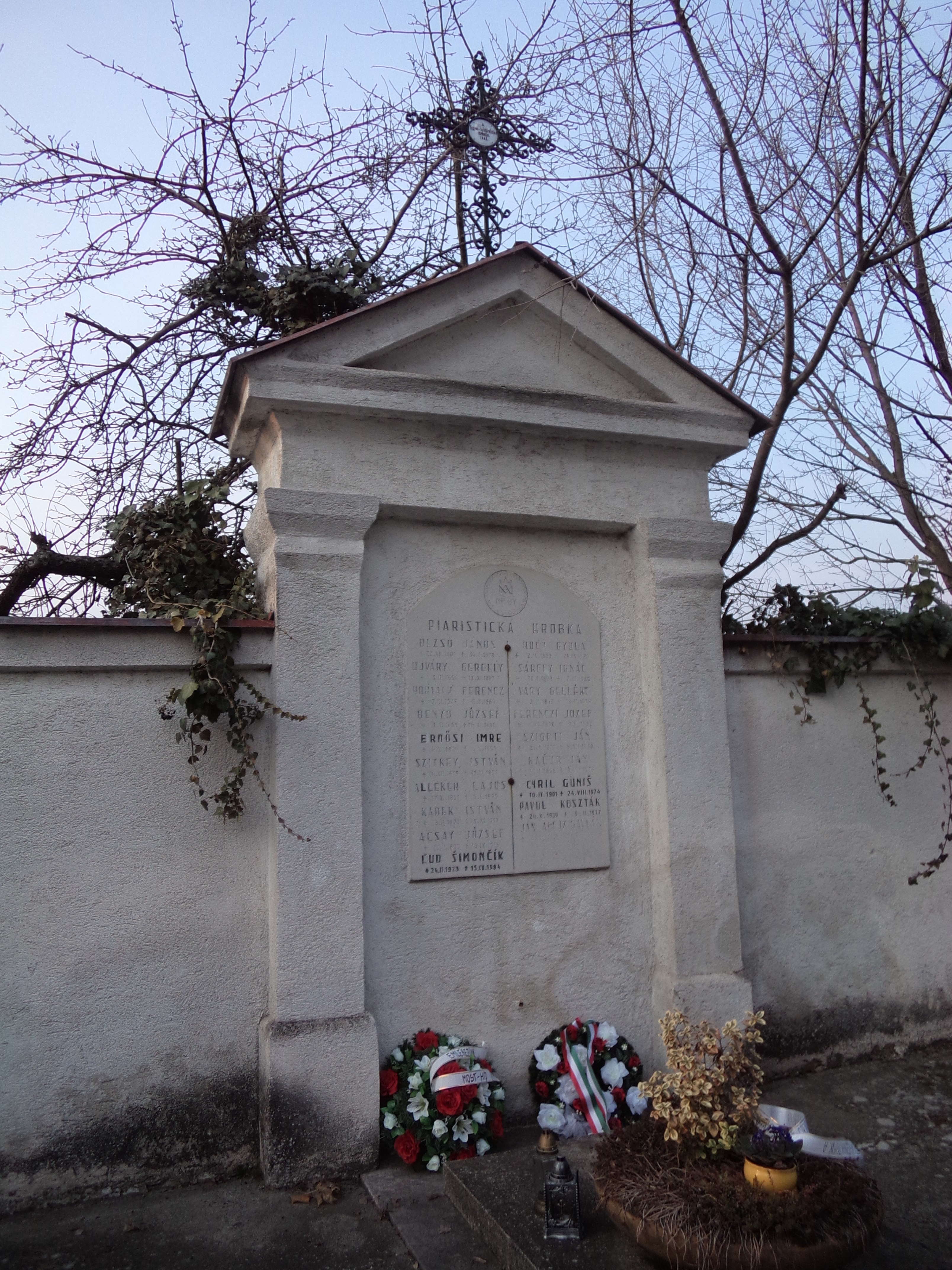
Sírhelye

A nyitrai városi temetőben nyugszik.

## Művei
- Előiskola a determinansok elméletéhez. Vácz, 1880 (különnyomat a váczi r. kath. gymnasium Értesítőjéből)
- A determinansok alkalmazása. Dost G. szerint. Vácz, 1885 (különny. a váczi gymn. Értesítőjéből)
- Előiskola a Hamilton-féle Quaterniók elméletéhez. Dr. Odstrčil, Kelland P. és Tait P. G. művei nyomán. Nyitra, 1887 (különnyomat a nyitrai r. kath. főgymnasium Értesítőjéből)